# It Was the Best of Times
It Was the Best of Times es el tercer álbum en directo del grupo británico Supertramp, publicado por la compañía discográfica EMI en abril de 1999. El álbum fue grabado los días 19 y 20 de septiembre de 1997 durante dos conciertos ofrecidos en el Royal Albert Hall de Londres, Inglaterra durante la gira It's About Time Tour, como promoción del álbum Some Things Never Change, publicado dos años antes.
El grupo, reducido al trío integrado por Rick Davies, Bob Siebenberg y John Helliwell tras la marcha de Roger Hodgson y Dougie Thomson en 1983 y 1988 respectivamente, se complementó con la suma de Mark Hart —presente en la grabación de Free as a Bird y en la sucesiva gira— así como de músicos presentes en la grabación de Some Things Never Change: el bajista Cliff Hugo, el guitarrista Carl Verheyen, el trompetista Lee Thornburg y el percusionista Jesse Siebenberg. 
El repertorio de It Was the Best of Times incluyó las principales canciones interpretadas por Davies durante la «época dorada» de Supertramp así como temas de trabajos más recientes como Free as a Bird y Some Things Never Change. Además, incluyó varias canciones de Hodgson interpretadas por Mark Hart, así como una versión de «Don't You Lie to Me», interpretada en giras anteriores e incluida previamente en el álbum Live '88.
En 2006, la edición reducida en un CD de It Was the Best of Times fue reeditada con el título de Live 1997 y con una portada diferente.

## Lista de canciones
Todas las canciones escritas y compuestas por Rick Davies y Roger Hodgson excepto donde se anota. 
| Disco uno |                                         |                        |          |  |
| N.º       | Título                                  | Escritor(es)           | Duración |  |
| 1.        | «It's a Hard World»                     | Rick Davies            |          |  |
| 2.        | «You Win I Lose»                        | Rick Davies            |          |  |
| 3.        | «Listen to Me Please»                   | Rick Davies            |          |  |
| 4.        | «Ain't Nobody But Me»                   |                        |          |  |
| 5.        | «Sooner or Later» (Voz: Mark Hart)      | Rick Davies, Mark Hart |          |  |
| 6.        | «Free as a Bird»                        | Rick Davies            |          |  |
| 7.        | «Cannonball»                            | Rick Davies            |          |  |
| 8.        | «From Now On»                           |                        |          |  |
| 9.        | «Breakfast in America» (Voz: Mark Hart) |                        |          |  |
| 10.       | «Rudy»                                  |                        |          |  |

| Disco dos |                                           |                  |          |  |
| N.º       | Título                                    | Escritor(es)     | Duración |  |
| 1.        | «Downstream»                              |                  |          |  |
| 2.        | «Another Man's Woman»                     |                  |          |  |
| 3.        | «Take the Long Way Home» (Voz: Mark Hart) |                  |          |  |
| 4.        | «Bloody Well Right»                       |                  |          |  |
| 5.        | «The Logical Song» (Voz: Mark Hart)       |                  |          |  |
| 6.        | «Goodbye Stranger»                        |                  |          |  |
| 7.        | «School»                                  |                  |          |  |
| 8.        | «And the Light»                           | Rick Davies      |          |  |
| 9.        | «Don't You Lie to Me»                     | Hudson Whittaker |          |  |
| 10.       | «Crime of the Century»                    |                  |          |  |

| Edición sencilla y reedición de 2006 |                          |                        |          |  |
| N.º                                  | Título                   | Escritor(es)           | Duración |  |
| 1.                                   | «You Win I Lose»         | Rick Davies            | 4:44     |  |
| 2.                                   | «Listen to Me Please»    | Rick Davies            | 5:03     |  |
| 3.                                   | «Sooner or Later»        | Rick Davies, Mark Hart | 7:35     |  |
| 4.                                   | «Free as a Bird»         | Rick Davies            | 4:49     |  |
| 5.                                   | «Cannonball»             | Rick Davies            | 7:52     |  |
| 6.                                   | «From Now On»            |                        | 7:44     |  |
| 7.                                   | «Breakfast in America»   |                        | 2:47     |  |
| 8.                                   | «And the Light»          | Rick Davies            | 5:03     |  |
| 9.                                   | «Take the Long Way Home» |                        | 5:10     |  |
| 10.                                  | «Bloody Well Right»      |                        | 6:58     |  |
| 11.                                  | «The Logical Song»       |                        | 4:04     |  |
| 12.                                  | «Goodbye Stranger»       |                        | 7:24     |  |
| 13.                                  | «School»                 |                        | 6:32     |  |

## Personal
- Rick Davies: voz, teclados y armónica.
- Bob Siebenberg: batería y percusión.
- John Helliwell: saxofón.
- Mark Hart: voz, guitarra y teclados.
- Cliff Hugo: bajo.
- Lee Thornburg: trompeta.
- Carl Verheyen: guitarras.
- Jesse Siebenberg: percusión.

## Posición en listas
| País              | Lista                    | Posición |
| ----------------- | ------------------------ | -------- |
| Alemania          | Media Control Chart      | 29       |
| Austria           | Austrian Albums Chart    | 42       |
| Bélgica (Flandes) | Ultratop 200             | 10       |
| Francia           | French SNEP Albums Chart | 3        |
| Noruega           | VG-lista Albums Chart    | 19       |
| Países Bajos      | Dutch Albums Chart       | 21       |
| Reino Unido       | UK Albums Chart          | 91       |

## Certificaciones
| País    | Organismo certificador | Certificación | Ventas certificadas | Ref.  |
| ------- | ---------------------- | ------------- | ------------------- | ----- |
| Francia | SNEP                   | Oro           | 100 000             | [ 3 ] |